# Ferguslie Park (Stealers Wheel)
Ferguslie Park is het tweede album van Stealers Wheel. Na een aantal personeelswisselingen en vertrek en terugkomst van een van de grondleggers van de band, Rafferty bestond Stealers Wheel nu alleen nog maar uit Joe Egan en Gerry Rafferty. De band zag een verdere samenwerking met Leiber en Stoller niet zo zitten, maar de heren werden nog wel als producent vermeld. Het waren echter Phil Brown en Rhett Davies , later ook producent, die de opnamen leiden in de Island Studio in Londen. Ferguslie Park is een wijk in Paisley, alwaar Stealers Wheel werd opgericht.
Het album vermeldde nogal wat beginners, die later enige faam verwierven.

## Musici
- Joe Egan, Gerry Rafferty – zang, gitaar, piano, mandoline en orgels

met
- Peter Robinson – toetsinstrumenten, later in de band van Phil Collins
- Gary Taylor – basgitaar en moog-synthesizer
- Joe Jammer – gitaar
- Andrew Steele – slagwerk en percussie

met aanvullingen door
- Bernie Holland – gitaar
- Chris Neale – mondharmonica
- Chris Mercer, Steve Gregory – tenorsaxofoon (Gregory belandde bij Paul McCartney)
- Mike Stoller – elektronische klavecimbel, arrangementen voor de saxofoons
- Richard Hewson – orkestarrangementen

De hoes was een ontwerp van Michael Doud (later bij Supertramps Even in the Quietest Moments...) naar een schilderij van John (Patrick) Byrne. Byrne leverde platenhoezen voor Donovan en The Beatles en later uiteraard ook voor de soloalbums van Rafferty.

## Muziek
| Nr. | Titel                                  | Duur                   |
| --- | -------------------------------------- | ---------------------- |
| 1.  | Good businessman (Egan, Rafferty)      | 4:11                   |
| 2.  | Star (Egan)                            | 2;56                   |
| 3.  | Wheelin’ (Egan, Rafferty)              | 3:46                   |
| 4.  | Waltz (We know it makes sense!) (Egan) | 2:57                   |
| 5.  | What more could you want (Egan)        | 3:06                   |
| 6.  | Over my head (Rafferty)                | 3:58 (U.S versie,2:52) |

| Nr. | Titel                                          | Duur |
| --- | ---------------------------------------------- | ---- |
| 1.  | Blind faith (Egan, Rafferty)                   | 3:23 |
| 2.  | Nothing’s gonna make me change my mind (Egan)  | 4:00 |
| 3.  | Steamboat row (Rafferty)                       | 2:50 |
| 4.  | Back on my feet (Egan)                         | 2:36 |
| 5.  | Who cares (Rafferty)                           | 3:43 |
| 6.  | Everything will turn out fine (Egan, Rafferty) | 3:10 |

## Hitnotering

### NederlandseAlbum Top 100
| Hitnotering: 22-12-1973 t/m 16-02-1974 | Hitnotering: 22-12-1973 t/m 16-02-1974 | Hitnotering: 22-12-1973 t/m 16-02-1974 | Hitnotering: 22-12-1973 t/m 16-02-1974 | Hitnotering: 22-12-1973 t/m 16-02-1974 | Hitnotering: 22-12-1973 t/m 16-02-1974 | Hitnotering: 22-12-1973 t/m 16-02-1974 | Hitnotering: 22-12-1973 t/m 16-02-1974 | Hitnotering: 22-12-1973 t/m 16-02-1974 | Hitnotering: 22-12-1973 t/m 16-02-1974 |
| Week:                                  | 1                                      | 2                                      | 3                                      | 4                                      | 5                                      | 6                                      | 7                                      | 8                                      |                                        |
| -------------------------------------- | -------------------------------------- | -------------------------------------- | -------------------------------------- | -------------------------------------- | -------------------------------------- | -------------------------------------- | -------------------------------------- | -------------------------------------- | -------------------------------------- |
| Positie:                               | 20                                     | 19                                     | 16                                     | 15                                     | 20                                     | 17                                     | 19                                     | 20                                     | uit                                    |